# Paradelphomyia pygmaea
Paradelphomyia pygmaea är en tvåvingeart som beskrevs av Evgenyi Nikolayevich Savchenko 1973. Paradelphomyia pygmaea ingår i släktet Paradelphomyia och familjen småharkrankar. Inga underarter finns listade i Catalogue of Life.